# Lars Leksell
Lars Gustaf Fritiof Leksell (* 23. November 1907 in Fässberg; † 12. Januar 1986 in den Schweizer Alpen) war ein schwedischer Neurochirurg.

## Leben
Leksell studierte Medizin am Karolinska-Institut. Dort begann er seine neurochirurgische Ausbildung 1935 unter Herbert Olivecrona. Nach dessen Emeritierung 1960 wurde Leksell sein Nachfolger als Professor und Leiter der Neurochirurgie. 1974 trat er in den Ruhestand.
Lars Leksell gilt als Begründer der Radiochirurgie. Zusammen mit dem schwedischen Physiker Börje Larsson führte er die Hochpräzisionsstrahlenbehandlung erstmals 1968 mit dem Gamma-Knife durch. Sein Konzept einer einzeitigen hoch präzisen Bestrahlung unter Schonung der das Zielgebiet umfassenden Strukturen nannte Leksell „Radiochirurgie“ in Anspielung auf die reklamierte „chirurgische Präzision“.